# Melocactus glaucescens
Melocactus glaucescens é uma espécie botânica de plantas da família das Cactaceae. É endêmica do sudeste do estado da Bahia, no Brasil, é encontrada em áreas rochosas e áridas . A espécie está em perigo de extinção.
É uma planta perene carnuda e globosa armados com espinhos-cilíndricos, de cor verde e com as flores de cor púrpura ou vermelha.

## Fonte
- Taylor, N.P. 2002.  Melocactus glaucescens.   2006 IUCN Red List of Threatened Species.  acessado em 22-08-07.